# Jerzy Pierzchała
Jerzy Pierzchała (ur. 17 marca 1914 w Krakowie, zm. 3 stycznia 2002 w Londynie) – taternik, alpinista i kuzyn innej taterniczki Jadwigi Pierzchalanki.
Jerzy Pierzchała zdał maturę w 1932 roku, studiował w Warszawie, Krakowie i Londynie. W 1939 roku walczył w kampanii wrześniowej, następnie został internowany na Litwie i w ZSRR. Walczył także we Włoszech, m.in. pod Monte Cassino. Po II wojnie światowej, w 1946 roku, osiadł na stałe w Anglii.
Z Tatrami był zaznajomiony od dzieciństwa, spędzał tam swój wakacyjny czas. Na pierwszej swojej wspinaczce był w 1928 roku, wszedł wtedy na Pośrednią Grań. W latach 1934–1939 pisał artykuły o swoich tatrzańskich wycieczkach, które publikowane były w „Taterniku”. Od 1945 roku uprawiał wspinaczkę w Alpach. W 1952 lub 1953 roku brał udział w angielskiej wyprawie na Islandię.

## Ważniejsze tatrzańskie osiągnięcia wspinaczkowe
- pierwsze wejście zimowe na Pańszczycką Turnię, wraz z kuzynką,
- pierwsze wejście zimowe na Jaworowy Róg, wraz ze Stanisławem Siedleckim,
- pierwsze wejście zimowe na Skrajną Jaworową Turnię, wraz z kuzynką,
- pierwsze wejście zimowe na Pośrednią Jaworową Turnię, wraz z Siedleckim,
- pierwsze wejście zimowe na Wielką Jaworową Turnię, samotnie,
- pierwsze wejście zimowe na Zadnią Jaworową Turnię, wraz z kuzynką,
- pierwsze wejście zimowe na Kaczą Turnię, wraz z Tadeuszem Orłowskim i Maciejem Zajączkowskim,
- pierwsze wejście zimowe na Wielki Kościół, wraz z kuzynką,
- pierwsze wejście zimowe na Świstowy Róg, wraz z kuzynką,
- pierwsze wejście zimowe na Pośrednią Kapałkową Turnię, samotnie,
- pierwsze wejście zimowe na Wielką Kapałkową Turnię, wraz z Siedleckim,
- pierwsze wejście zimowe na wszystkie turnie Sobkowej Grani, samotnie.